# Rijnvoetbalkampioenschap 1920/21 (Zuid-Duitsland)
In 1920/21 werd het dertiende Rijnvoetbalkampioenschap gespeeld, dat georganiseerd werd door de Zuid-Duitse voetbalbond. de competitie werd niet onder de Rijn noemer gespeeld maar als de twee aparte competities Odenwald en Palts. Na dit seizoen werden de competities wel verenigd in de Rijncompetitie, al bleven ze nog twee jaar langs elkaar bestaan. 
SpTV 1877 Waldhof werd kampioen van Odenwald en Phönix Ludwigsfafen van Palts. Beide clubs plaatsten zich voor de Zuid-Duitse eindronde. De kampioenen werden over drie groepen verdeeld en Waldhof werd tweede in de groep Nord. Ludwigshafen werd groepswinnaar van de groep West en plaatste zich voor de halve finale, waar ze 1. FC Pforzheim versloegen. In de finale verloren ze na verlengingen van 1. FC Nürnberg. 

## Kreisliga

### Kreisliga Odenwald
| Plaats | Club                   | Wed. | W  | G | V  | Saldo | Ptn.  |
| ------ | ---------------------- | ---- | -- | - | -- | ----- | ----- |
| 1.     | SpTV 1877 Waldhof      | 18   | 16 | 1 | 1  | 88:18 | 33:03 |
| 2.     | VfR Mannheim           | 18   | 15 | 1 | 2  | 43:12 | 31:05 |
| 3.     | VfL Neckarau           | 18   | 11 | 2 | 5  | 39:17 | 24:12 |
| 4.     | VfTuR Feudenheim       | 18   | 10 | 2 | 6  | 40:28 | 22:14 |
| 5.     | SpVgg Sandhofen        | 18   | 7  | 3 | 8  | 31:33 | 17:19 |
| 6.     | Phönix Mannheim        | 18   | 6  | 5 | 7  | 22:26 | 17:19 |
| 7.     | SC Käfertal            | 18   | 5  | 2 | 11 | 15:52 | 12:24 |
| 8.     | SpVgg 07 Mannheim      | 18   | 2  | 7 | 9  | 15:37 | 11:25 |
| 9.     | SV Darmstadt 98        | 18   | 2  | 3 | 13 | 16:57 | 07:29 |
| 10.    | FVgg 1898 Schwetzingen | 18   | 1  | 4 | 13 | 14:43 | 06:30 |

|  | Kampioen, geplaatst voor Zuid-Duitse eindronde |

### Kreisliga Pfalz
| Plaats | Club                     | Wed. | Saldo | Ptn.  |
| ------ | ------------------------ | ---- | ----- | ----- |
| 1.     | FC Phönix Ludwigshafen   | 18   | 55:12 | 29:07 |
| 2.     | Ludwigshafener FG 03     | 18   | 39:19 | 26:10 |
| 3.     | FC Pfalz Ludwigshafen    | 18   | 43:17 | 25:11 |
| 4.     | FV Frankenthal           | 18   | 36:23 | 24:12 |
| 5.     | SC Germania Ludwigshafen | 18   | 34:39 | 19:17 |
| 6.     | FC 03 Pirmasens          | 18   | 27:28 | 18:18 |
| 7.     | SK 05 Pirmasens          | 18   | 30:34 | 17:19 |
| 8.     | FV 1900 Kaiserslautern   | 18   | 15:40 | 10:26 |
| 9.     | VfR Kaiserslautern       | 18   | 24:46 | 09:27 |
| 10.    | FV Speyer                | 18   | 10:55 | 03:33 |

## A-Klasse Odenwald

### Gau Mannheim
| Plaats | Club                       | Wed. | W  | G | V  | Saldo | Ptn.  |
| ------ | -------------------------- | ---- | -- | - | -- | ----- | ----- |
| 1.     | Mannheimer FC 08 Lindenhof | 14   | 11 | 2 | 1  | 40:12 | 24:04 |
| 2.     | FC Hertha Mannheim         | 14   | 8  | 4 | 2  | 35:21 | 20:08 |
| 3.     | FV 09 Weinheim             | 14   | 7  | 3 | 4  | 31:21 | 17:11 |
| 4.     | TSG Rheinau                | 14   | 5  | 3 | 6  | 39:37 | 13:15 |
| 5.     | FG Kickers Mannheim        | 14   | 4  | 3 | 7  | 18:25 | 11:17 |
| 6.     | FC Viktoria Neckarau       | 14   | 4  | 3 | 7  | 20:28 | 11:17 |
| 7.     | FC Olympia 09 Lampertheim  | 14   | 4  | 3 | 7  | 20:28 | 11:17 |
| 8.     | SV 09 Viernheim            | 14   | 2  | 1 | 11 | 13:35 | 05:23 |

|  | Promotie naar Kreisliga Odenwald 1921/22 |

### Odenwaldkreis
| Plaats | Club                          |
| ------ | ----------------------------- |
| 1.     | VfB Heidelberg                |
| 2.     | FC Germania 03 Friedrichsfeld |
|        | FC Alemannia Ilvesheim        |
|        | FC Viktoria Neckarshausen     |
|        | FV 1910 Schwetzingen          |
|        | FV Sport Ketsch               |
|        | SK Olympia Neulußheim         |
|        | SpVgg Plankstadt              |
|        | 1. FC 08 Walldorf             |

|  | Promotie naar Kreisliga Odenwald 1921/22 |

### Bergstraße
| Plaats | Club                       |
| ------ | -------------------------- |
| 1.     | RSV Germania 03 Pfungstadt |
|        | FC 07 Bensheim             |
|        | FC Olympia 07 Lorsch       |

|  | Promotie naar Kreisliga Odenwald 1921/22 |

## A-Klasse Pfalz

### Pfalz
| Plaats | Club                          |
| ------ | ----------------------------- |
| 1.     | FC Viktoria 09 St. Ingbert    |
| 2.     | VfB Zweibrücken               |
|        | SV Phönix 1910 Kaiserslautern |
|        | FV Landstuhl                  |
|        | FV 08 Homburg                 |

|  | Promotie naar Kreisliga Pfalz 1921/22 |

### Südpfalz
| Plaats | Club                | Wed. | W  | G | V | Saldo | Ptn.  |
| ------ | ------------------- | ---- | -- | - | - | ----- | ----- |
| 1.     | MTV/VfR Pirmasens   | 12   | 10 | 1 | 1 | 57:14 | 21:03 |
| 2.     | TV 1863 Pirmasens   | 12   | 8  | 2 | 2 | 29:16 | 18:06 |
| 3.     | FC Pfalz Pirmasens  | 12   | 5  | 2 | 5 | 24:21 | 12:12 |
| 4.     | FC 1914 Münchweiler | 12   | 4  | 1 | 7 | 17:39 | 09:15 |
| 5.     | FC 1906 Rodalben    | 12   | 4  | 0 | 7 | 12:21 | 08:14 |
| 6.     | FV 1912 Landau      | 12   | 3  | 2 | 6 | 10:19 | 08:14 |
| 7.     | FC Germersheim      | 12   | 2  | 2 | 8 | 17:36 | 06:18 |

|  | Promotie naar Kreisliga Pfalz 1921/22 |